# Оберт, Карл Станиславович
Карл Станиславович Оберт (нем. Karl Gottlieb Obert; 1811—1871) — цензор Санкт-Петербургского цензурного комитета; действительный статский советник.

## Биография
Родился 30 июля (11 августа) 1811 года в семье Станислава Оберта (03.04.1777—07.08.1857).
В 1819—1827 годах учился в Петришуле. В 1832 году действительным студентом окончил историко-филологический факультет Императорского Санкт-Петербургского университета и 19 февраля 1833 года поступил на службу в инспекторский департамент  Военного министерства. Спустя четыре года, он перешёл на должность помощника секретаря в канцелярию министра народного просвещения; в 1840 году был произведён в титулярные советники. За труды по осмотру в 1843 году московской Румянцевской библиотеки и музея, он в том же году получил орден Св. Анны 3-й степени, в следующем году был назначен исполняющим должность секретаря и был утверждён в ней в 1847 году. Спустя два года был назначен старшим секретарём по делам цензуры при канцелярии министра народного просвещения — с этого времени началась его цензорская деятельность, помимо которой он немало ещё проработал в качестве члена Санкт-Петербургского попечительства о бедных.
Вскоре после производства 12 апреля 1858 года, в статские советники, он был назначен чиновником особых поручений 6-го класса при министре народного просвещения по делам варшавского учебного округа — осуществлял рассмотрение и наблюдение за периодической печатью.
С 1860 года — цензор Петербургского цензурного комитета; в 1862 году награждён орденом Св. Анны 2-й степени, 17 апреля 1863 года произведён в действительные статские советники, 30 августа 1865 года награжден орденом Св. Владимира 3-й степени.
А. М. Скабичевский отмечал: «В комитете внутренней цензуры наиболее выдавались Корсаков, Крылов, Ахматов, Фрейганг, но всех их превзошел Карл Станиславович Оберт». Тем не менее, даже чрезмерная осторожность Оберта не спасала его от многократных выговоров начальства, о чём свидетельствую архивные дела министерства народного просвещения.
Выйдя в 1865 году в отставку, К. С. Оберт остался жить в Санкт-Петербурге, где и скончался 30 августа (11 сентября) 1871 года. Был похоронен на Волковском лютеранском кладбище.
С 1859 года был женат на Елизавете Панкратьевой.